# 软陶

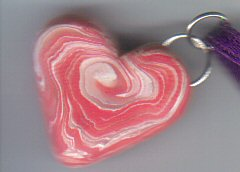
软陶制作的工艺品

软陶，又名泥膠、低溫泥、或烧烤粘土，但其本质上并非陶或者黏土，而是一种加入了液态增塑剂的PVC材料，同时常加入高岭土等少量其他材料以获得不同的特性。
软陶有各种颜色，常被用来塑造各种工艺品，使用方法与橡皮泥相似，但是软陶可以进行烘烤，从而变硬定型并可长久保存。

## 历史
现在广泛使用的软陶材料是由德国人Käthe Kruse在1939年最早制成的，他是一名玩具制造业者，开发这种材料最早是希望用于玩具娃娃的制作，但发现并不适合进行玩具的量产，反而是其女儿Sophie Rehbinder-Kruse用这种材料捏造成了各种小玩意，由于此无意间的发现，配方在之后被出售给Eberhardt Faber并进行软陶的销售，品牌依据Sophie Rehbinder-Kruse的小名Fifi而取名为FIMO，时至今日，FIMO依旧是一个著名的软陶品牌。